# Julia Salata
Julia Mary Salata (2 kwietnia 1993) – amerykańska zapaśniczka. Złota medalistka mistrzostw panamerykańskich w 2019 i brązowa w 2013 i 2014 i na akademickich MŚ w 2014. Zajęła czwarte miejsce w Pucharze Świata w 2018 roku.
Zawodniczka King University.